# シビル (猫)
シビル（英: Sybil、2006年 - 2009年7月27日）は、ダウニング街11番地および10番地に住んだ猫。『フォルティ・タワーズ』の登場人物シビル・フォルティにちなんで名付けられた彼女は、元財務大臣アリスター・ダーリングのペットであり、エディンバラの屋敷から連れて来られた。
2007年9月11日、ゴードン・ブラウン首相の報道官によって、シビルが首相官邸ネズミ捕獲長の職にあることが確認された。曰く、「ダーリング氏には一匹の飼い猫があり、その猫は最近ダウニング街に連れて来られました… 首相夫妻はその点に何の懸念もお持ちではありません。その猫はいずれ姿を現わすはずです。」当時は慣例と異なり、ダウニング街10番地に財務大臣のダーリングが、より広い11番地に首相のブラウンが起居していた。
白黒の毛をしたシビルは、ハンフリーが1997年に官邸から追い出されて以降（これは首相夫人シェリー・ブレアの猫嫌いによると言われる）、10年ぶりとなるネズミ捕獲官だった。
しかしシビルはダウニング街に馴染むことができず、ブラウン首相に嫌われているという噂が立った。シビルは2009年1月にエディンバラに戻り、そこで2009年7月27日に病気で急死した。